# Чемпионат Европы по борьбе 1924
Чемпионат Европы по борьбе 1924 года прошёл в городе Нойнкирхен (Германия). Участники соревновались только в греко-римской борьбе. Все победители оказались представителями Германии.

## Медалисты
| Вес           | Золото          | Серебро         | Бронза            |
| до 55 кг      | Георг Герштакер | Якоб Эрбельдинг | Альберт Райденбах |
| до 58 кг      | Вальтер Хук     | Артур Циркель   | Хайнрих Цемер     |
| до 62 кг      | Карл Фолькляйн  | Густав Хабер    | Георг Шунк        |
| до 67,5 кг    | Херман Барух    | Роберт Блех     | Роберт Хоффман    |
| до 75 кг      | Фриц Бройн      | Хайнрих Штифель | Юлиус Контер      |
| до 82,5 кг    | Эмиль Бройер    | Юлиус Барух     | Якоб Борер        |
| свыше 82,5 кг | Фердинанд Мус   | Карл Росток     | Вилли Преспер     |